# Stratford (Ontario)
Stratford es una ciudad a orillas del río Avon en el condado Perth al sur de Ontario, Canadá. Sede del mismo condado.
Stratford fue incorporada como pueblo en 1859 y como ciudad en 1886. El primer alcalde fue John Corry Wilson Daly y el actual alcalde es Dan Mathieson. El cisne es el símbolo de la ciudad. Cada año, veinticuatro cisnes blancos y dos cisnes negro son liberados en el Río Avon. Famosa por ser la sede del Festival Shakespeare de Stratford.
La ciudad fue originalmente un cruce de ferrocarriles donde los muebles se habían convertido en una gran parte de la economía local en el siglo XX. Una huelga de 1933 por trabajadores de muebles en Stratford, dirigido por la Unidad de Trabajadores Comunistas, fue la última vez que se desplegó al ejército para romper una huelga en Canadá.
Su economía dio un giro importante cuando comenzó el Festival de Stratford de Canadá en 1953. El festival anual que congrega cientos de miles de aficionados al teatro y los turistas a la zona. Celebridades como Alec Guinness, Christopher Plummer, Peter Ustinov, Dame Maggie Smith, y William Shatner se han presentado en el festival. El festival de fama mundial se lleva a cabo en cuatro teatros de la ciudad: Teatro del Festival, de Avon, Tom Patterson y el Teatro Estudio.

## Galería

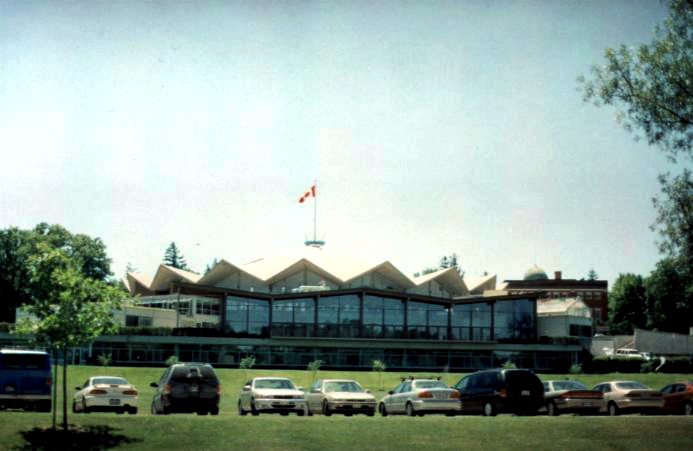
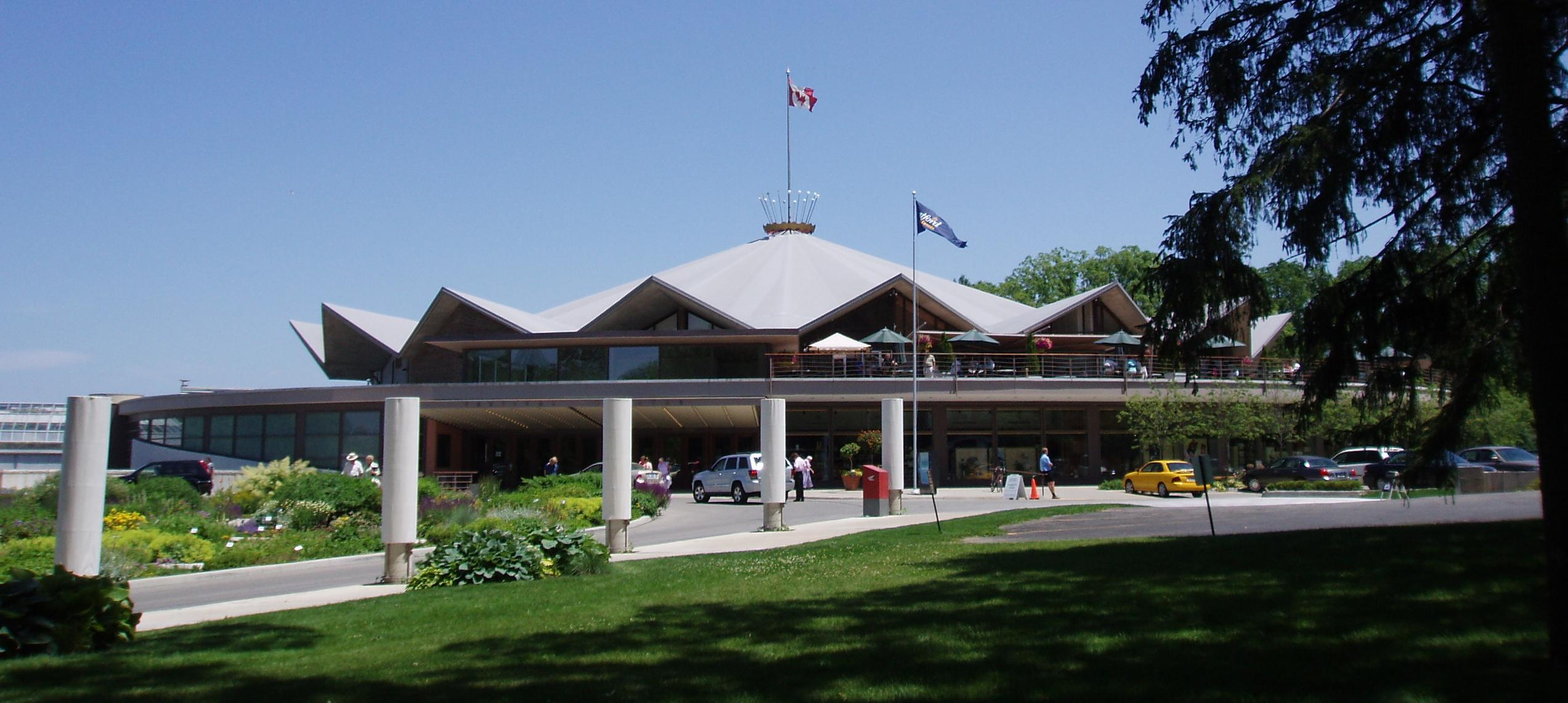
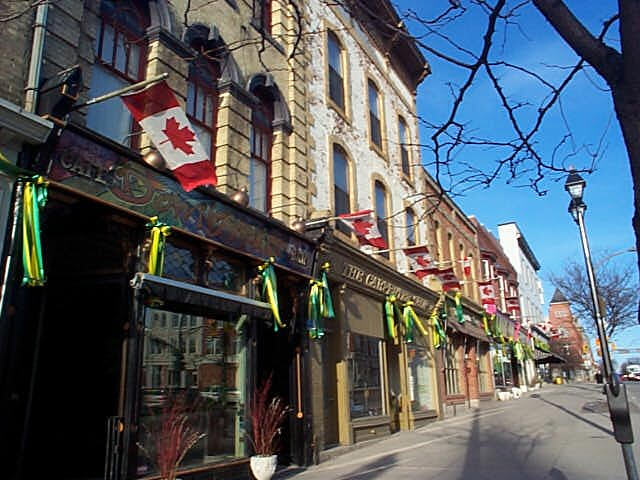
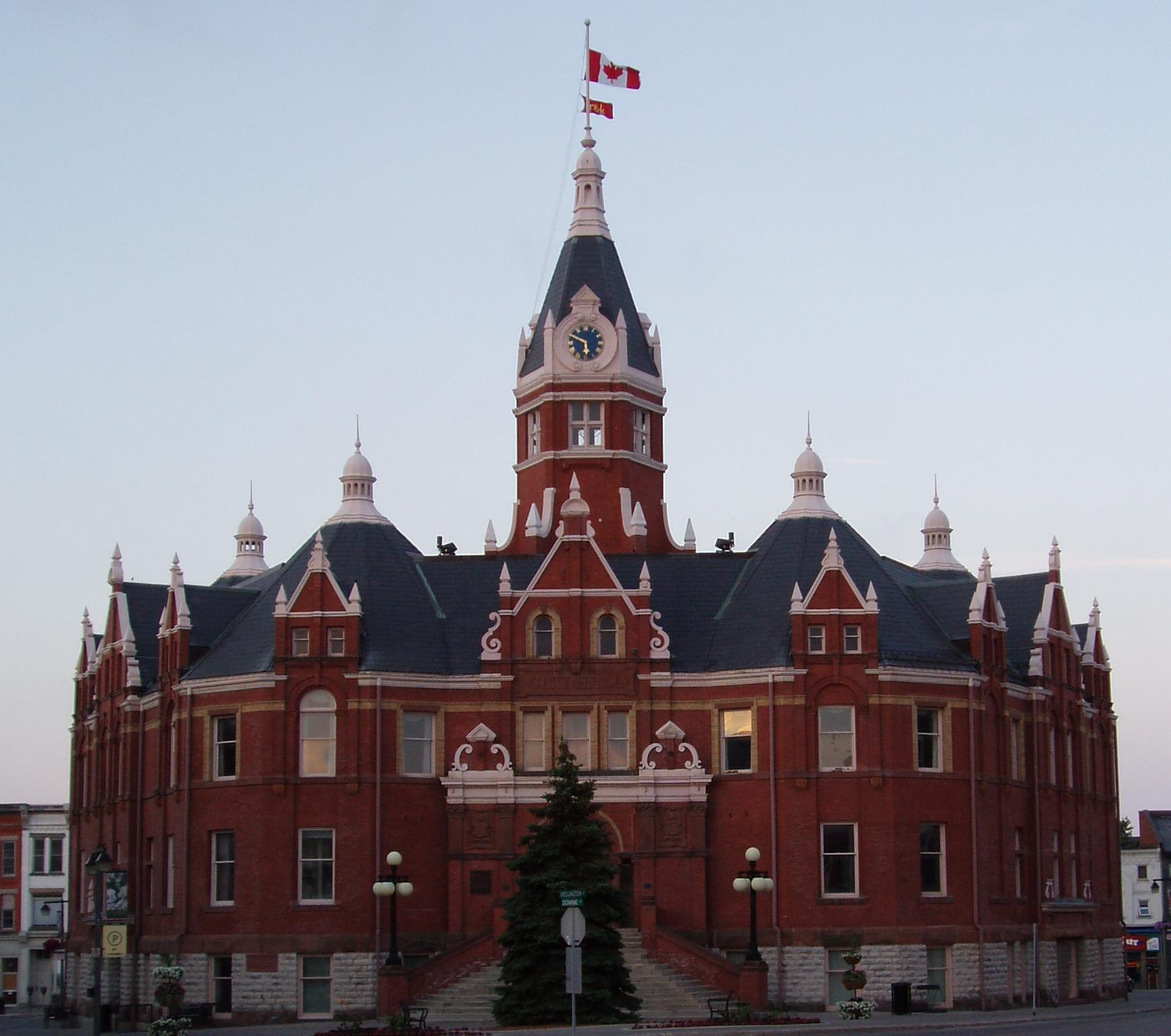
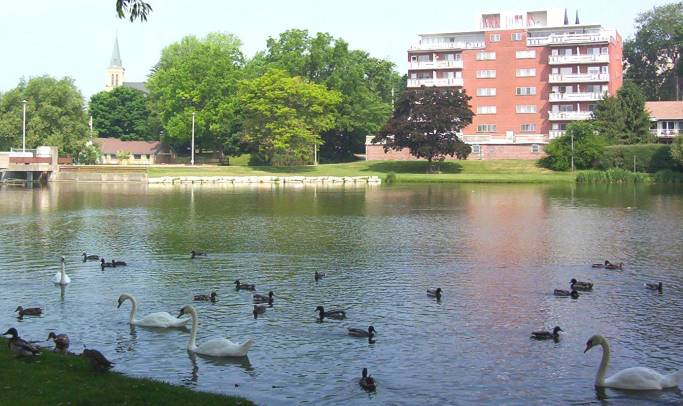

## Clima
| Parámetros climáticos promedio de Stratford | Parámetros climáticos promedio de Stratford | Parámetros climáticos promedio de Stratford | Parámetros climáticos promedio de Stratford | Parámetros climáticos promedio de Stratford | Parámetros climáticos promedio de Stratford | Parámetros climáticos promedio de Stratford | Parámetros climáticos promedio de Stratford | Parámetros climáticos promedio de Stratford | Parámetros climáticos promedio de Stratford | Parámetros climáticos promedio de Stratford | Parámetros climáticos promedio de Stratford | Parámetros climáticos promedio de Stratford | Parámetros climáticos promedio de Stratford |
| Mes                                         | Ene.                                        | Feb.                                        | Mar.                                        | Abr.                                        | May.                                        | Jun.                                        | Jul.                                        | Ago.                                        | Sep.                                        | Oct.                                        | Nov.                                        | Dic.                                        | Anual                                       |
| ------------------------------------------- | ------------------------------------------- | ------------------------------------------- | ------------------------------------------- | ------------------------------------------- | ------------------------------------------- | ------------------------------------------- | ------------------------------------------- | ------------------------------------------- | ------------------------------------------- | ------------------------------------------- | ------------------------------------------- | ------------------------------------------- | ------------------------------------------- |
| Temp. máx. abs. (°C)                        | 14                                          | 15.5                                        | 24.5                                        | 28.5                                        | 32                                          | 36                                          | 35                                          | 36                                          | 32.8                                        | 27.2                                        | 21.1                                        | 18                                          | '                                           |
| Temp. máx. media (°C)                       | -3.2                                        | -2.2                                        | 3.1                                         | 10.6                                        | 18.3                                        | 23.1                                        | 25.4                                        | 24.3                                        | 20                                          | 13.1                                        | 5.6                                         | -0.4                                        | 11.5                                        |
| Temp. media (°C)                            | -6.7                                        | -6                                          | -1                                          | 5.8                                         | 12.6                                        | 17.4                                        | 19.7                                        | 18.9                                        | 14.9                                        | 8.8                                         | 2.5                                         | -3.5                                        | 7                                           |
| Temp. mín. media (°C)                       | -10.2                                       | -9.7                                        | -5                                          | 1                                           | 6.8                                         | 11.8                                        | 14                                          | 13.3                                        | 9.7                                         | 4.4                                         | -0.6                                        | -6.5                                        | 2.4                                         |
| Temp. mín. abs. (°C)                        | -32                                         | -29.5                                       | -25                                         | -15.6                                       | -6.1                                        | -2.2                                        | 3.9                                         | 1                                           | -3.3                                        | -8.9                                        | -18                                         | -28.3                                       | '                                           |
| Precipitación total (mm)                    | 103.7                                       | 69                                          | 75.1                                        | 85.1                                        | 82.5                                        | 77.4                                        | 90.1                                        | 83.3                                        | 104.3                                       | 80.8                                        | 101.8                                       | 111.1                                       | 1064.2                                      |
| Lluvias (mm)                                | 28.7                                        | 25.4                                        | 46.8                                        | 76                                          | 82.2                                        | 77.4                                        | 90.1                                        | 83.3                                        | 104.3                                       | 79.2                                        | 79.3                                        | 47.7                                        | 820.3                                       |
| Nevadas (cm)                                | 75                                          | 43.6                                        | 28.3                                        | 9                                           | 0.3                                         | 0                                           | 0                                           | 0                                           | 0                                           | 1.6                                         | 22.5                                        | 63.4                                        | 243.9                                       |
| Días de precipitaciones (≥ 0.2 mm)          | 20.1                                        | 14.7                                        | 13.7                                        | 13.4                                        | 12.4                                        | 11                                          | 11.1                                        | 11.1                                        | 12.9                                        | 14.3                                        | 16.3                                        | 18.3                                        | 169.4                                       |
| Días de lluvias (≥ 0.2 mm)                  | 4.2                                         | 4.1                                         | 7.3                                         | 11.4                                        | 12.4                                        | 11                                          | 11.1                                        | 11.1                                        | 12.9                                        | 14.1                                        | 11.1                                        | 6.5                                         | 117.1                                       |
| Días de nevadas (≥ 0.2 cm)                  | 17                                          | 11.7                                        | 7.6                                         | 2.6                                         | 0.13                                        | 0                                           | 0                                           | 0                                           | 0                                           | 0.6                                         | 6.1                                         | 13.2                                        | 58.9                                        |
| Fuente:                                     |                                             |                                             |                                             |                                             |                                             |                                             |                                             |                                             |                                             |                                             |                                             |                                             |                                             |